# Opomyza milleri
Opomyza milleri är en tvåvingeart som beskrevs av Barraclough 1999. Opomyza milleri ingår i släktet Opomyza och familjen gräsflugor. Inga underarter finns listade i Catalogue of Life.